# Ricardo Alarcón (Fußballspieler)
Ricardo Alarcón (* 12. Januar 1914 in Buenos Aires; † 14. Oktober 1988) war ein argentinischer Fußballspieler auf der Position eines Stürmers.

## Laufbahn
Alarcón begann seine Laufbahn beim Club Atlético San Lorenzo de Almagro, mit dem er 1933 die Liga Argentina de Football und 1936 die Copa de Honor gewann.
1939 wechselte er zu den Boca Juniors, mit denen er 1940 die argentinische Fußballmeisterschaft gewann. In Erinnerung blieb Alarcón bei den Boca Juniors allerdings durch einen anderen Rekord, den er gleich zweimal aufgestellt hat. In der 1940 eröffneten Bombonera, Bocas legendärer Heimspielstätte, war Alarcón im Eröffnungsspiel gegen seinen ehemaligen Verein San Lorenzo (2:0) am 25. Mai 1940 der allererste Torschütze in Bocas legendärer Heimspielstätte. Während dies nur ein inoffizielles Spiel war, erzielte Alarcón eine Woche später am 2. Juni 1940 gegen Newell’s Old Boys (ebenfalls 2:0) auch das erste Pflichtspieltor im neuen Stadion.
Nach drei Jahren bei den Boca Juniors wechselte Alarcón Anfang 1942 zum Club Atlético Platense und 1944 zum neu gegründeten Puebla FC, mit dem er 1945 den mexikanischen Pokalwettbewerb gewann.

## Erfolge
- Argentinischer Meister: 1933 (Liga Argentina de Football), 1936 (Copa de Honor), 1940
- Mexikanischer Pokalsieger: 1945